# ديفيد بلوم
ديفيد بلوم (بالإنجليزية: David Bloom)‏ هو عازف جاز أمريكي، ولد في 23 يناير 1954.

## وصلات خارجية
- الموقع الرسمي
- ديفيد بلوم على موقع ميوزك برينز (الإنجليزية)